# Produit infini
En mathématiques, le produit infini des termes d'une suite de nombres complexes {\displaystyle (a_{n})_{n\in \mathbb {N} }} est la limite, si elle existe, de la suite des produits partiels {\displaystyle a_{0}\cdot a_{1}\dots a_{N}} quand N tend vers l'infini.  
On le note {\textstyle \prod a_{n}}, la lettre grecque Π étant habituellement le symbole de la multiplication :
{\displaystyle a_{0}\cdot a_{1}\cdot a_{2}\dots =\prod _{n=0}^{\infty }a_{n}{\overset {\text{def}}{=}}\lim _{N\to \infty }\displaystyle \prod _{n=0}^{N}a_{n}}.

## Convergence d'un produit infini

### Définition
Dans le cas où tous les termes de la suite sont non nuls, on dit que le produit infini converge quand la suite des produits partiels {\displaystyle \left(\prod _{n=0}^{N}a_{n}\right)_{N}} converge vers une limite non nulle ; sinon, on dit que le produit infini diverge,.

### En cas de convergence
Si le produit infini converge, alors la suite de ses termes converge vers 1 :
{\displaystyle \left(\exists l\in \mathbb {C} ^{*}\quad \prod _{n=0}^{\infty }a_{n}=l\right)\Rightarrow \lim _{n\to +\infty }a_{n}=1}.
La réciproque est fausse (comme le montre le contre-exemple an = e1/n).

### Méthode d'étude classique
Pour étudier les produits infinis, on passe le plus souvent par le logarithme pour « transformer » le produit infini en une somme infinie, plus manipulable.
Puisque an tend vers 1, il existe un rang {\displaystyle N\in \mathbb {N} } tel que {\displaystyle \forall n\geqslant N\quad |a_{n}-1|<1}. On peut donc appliquer le logarithme complexe, et l'on a
{\displaystyle \prod _{n=N}^{\infty }a_{n}=\exp \left(\sum _{n=N}^{\infty }\ln a_{n}\right)}.
Le produit infini converge si et seulement si la série de droite converge. 
On peut ainsi plus facilement étudier la convergence de produits infinis en s'appuyant sur les critères de convergence des sommes infinies.

### Produit absolument convergent
Un produit {\textstyle \prod a_{n}} est dit absolument convergent si la série {\textstyle \sum \ln(a_{n})} l'est, autrement dit  si {\displaystyle \sum _{n}|\ln(a_{n})|<+\infty }.  Un produit absolument convergent est donc convergent, et il est de plus commutativement convergent .
Théorème — Un produit {\textstyle \prod (1+b_{n})} est absolument convergent si et seulement si la série {\textstyle \sum b_{n}} l'est, autrement dit  si {\displaystyle \sum _{n}|b_{n}|<+\infty .}
Dans le cas où la série {\textstyle \sum b_{n}^{2}} est convergente, le produit {\textstyle \prod (1+b_{n})} est convergent si et seulement si la série {\textstyle \sum b_{n}} l'est.
On verra dans les exemples que la condition sur {\textstyle \sum b_{n}^{2}} est importante.

## Exemples

### Exemples de produits infinis divergents
- Comme {\displaystyle \prod _{n=2}^{N}\left(1-{\frac {1}{n}}\right)=1/N}, le produit infini {\displaystyle \prod _{n=2}^{\infty }\left(1-{\frac {1}{n}}\right)} diverge vers 0. On en déduit la divergence de la série harmonique.
- Idem pour {\displaystyle \prod _{n=1}^{\infty }\left(1+{\frac {1}{n}}\right)} qui diverge vers l'infini.
- La divergence de la série des inverses des nombres premiers, {\displaystyle \sum _{n=1}^{\infty }{\frac {1}{p_{n}}}=+\infty } entraine celle des deux produits infinis correspondants :{\displaystyle \prod _{n=1}^{\infty }\left(1-{\frac {1}{p_{n}}}\right)=0} et {\displaystyle \prod _{n=1}^{\infty }\left(1+{\frac {1}{p_{n}}}\right)=+\infty }.
- {\displaystyle \prod _{n=2}^{\infty }\left(1+{\frac {(-1)^{n}}{\sqrt {n}}}\right)=0} (car {\displaystyle a_{2p}a_{2p+1}=1-{\frac {1}{2p}}+o\left({\frac {1}{p}}\right)})  mais on peut noter que {\textstyle \sum {\tfrac {(-1)^{n}}{\sqrt {n}}}} converge.

### Exemples de produits infinis qui convergent, mais non absolument
- {\displaystyle \prod _{n=2}^{\infty }\left(1+{\frac {(-1)^{n}}{n}}\right)=1} car {\displaystyle \left(1+{\frac {1}{2p}}\right)\left(1-{\frac {1}{2p+1}}\right)=1} mais {\textstyle \sum \left\vert \ln \left(1+{\frac {(-1)^{n}}{n}}\right)\right\vert } diverge. Dans ce cas {\textstyle \sum {\frac {(-1)^{n}}{n}}} converge également.
- Il existe des exemples de produit {\textstyle \prod (1+b_{n})} convergents où la série {\textstyle \sum b_{n}} est divergente [3].

### Exemples de produits infinis convergents classiques
Parmi les exemples les plus connus de produits infinis se trouvent les formules suivantes exprimant des constantes mathématiques classiques :
- {\displaystyle {\frac {\pi }{2}}={\frac {2}{\sqrt {2}}}\cdot {\frac {2}{\sqrt {2+{\sqrt {2}}}}}\cdot {\frac {2}{\sqrt {2+{\sqrt {2+{\sqrt {2}}}}}}}\cdots =\prod _{n=2}^{\infty }{\frac {1}{\cos \left({\frac {\pi }{2^{n}}}\right)}}} (formule de Viète (1593) — il s'agit du premier produit infini apparu dans l'histoire des mathématiques)
- {\displaystyle {\frac {\pi }{2}}={\frac {2\times 2}{1\times 3}}\cdot {\frac {4\times 4}{3\times 5}}\cdot {\frac {6\times 6}{5\times 7}}\cdots =\prod _{n=1}^{\infty }\left({\frac {4n^{2}}{4n^{2}-1}}\right)} (produit de Wallis (1655))
- {\displaystyle {\frac {\pi ^{2}}{6}}={\frac {2^{2}}{2^{2}-1}}\cdot {\frac {3^{2}}{3^{2}-1}}\cdot {\frac {5^{2}}{5^{2}-1}}\cdots =\prod _{p{\text{ premier}}}{\frac {p^{2}}{p^{2}-1}}} (dû à Euler, voir produit eulérien)
- {\displaystyle {\frac {\pi }{4}}={\frac {3}{3+1}}\cdot {\frac {5}{5-1}}\cdot {\frac {7}{7+1}}\cdot {\frac {11}{11+1}}\cdot {\frac {13}{13-1}}\cdots =\prod _{p{\text{ premier impair}}}{\frac {p}{p+(-1)^{(p+1)/2}}}} (dû à Euler, voir produit eulérien)
- {\displaystyle {\sqrt {2}}={\frac {2\times 2}{1\times 3}}\cdot {\frac {6\times 6}{5\times 7}}\cdot {\frac {10\times 10}{9\times 11}}\cdots =\prod _{n=1}^{\infty }\left(1-{\frac {(-1)^{n}}{2n-1}}\right)=\prod _{n=0}^{\infty }\left({\frac {(4n+2)^{2}}{(4n+1)(4n+3)}}\right)=\prod _{n=0}^{\infty }\left(1+{\frac {1}{(4n+1)(4n+3)}}\right)} (Euler (1796)[5], Catalan (1875)[6])
- {\displaystyle \mathrm {e} ={\frac {2}{1}}{\sqrt {\frac {4}{3}}}{\sqrt {\sqrt {\frac {6\times 8}{5\times 7}}}}{\sqrt {\sqrt {\sqrt {\frac {10\times 12\times 14\times 16}{9\times 11\times 13\times 15}}}}}\cdots } (Catalan (1875)[7])
- {\displaystyle \mathrm {e} =\prod _{n=1}^{\infty }{\frac {a_{n}+1}{a_{n}}}={\frac {2}{1}}\cdot {\frac {5}{4}}\cdot {\frac {16}{15}}\cdot {\frac {65}{64}}\cdots } où {\displaystyle (a_{n})} est définie par {\displaystyle a_{0}=0,a_{n}=n(a_{n-1}+1)}, suite  A007526 ; la formule vient du fait que {\displaystyle \prod _{n=1}^{N}{\frac {a_{n}+1}{a_{n}}}=\sum _{n=0}^{N}{\frac {1}{n!}}}
- {\displaystyle \ln 2=\prod _{n=1}^{\infty }{\frac {2}{1+2^{1/2^{n}}}}={\frac {2}{1+{\sqrt {2}}}}\cdot {\frac {2}{1+{\sqrt {\sqrt {2}}}}}\cdot {\frac {2}{1+{\sqrt {\sqrt {\sqrt {2}}}}}}\cdot \cdots } (Seidel (1871))
- {\displaystyle {\sqrt {2}}=\prod _{n\geqslant 0}\left({\frac {2n+2}{2n+1}}\right)^{(-1)^{t_{n}}}={\frac {2}{1}}\times {\frac {3}{4}}\times {\frac {5}{6}}\times {\frac {8}{7}}\times ...} où {\displaystyle (t_{n})} est la suite de Prouhet-Thue-Morse[8],[9],[10]
- {\displaystyle {\sqrt {2}}=\prod _{n=0}^{\infty }{\left(1+{\frac {1}{a_{n}}}\right)}=\left(1+{\frac {1}{3}}\right)\left(1+{\frac {1}{17}}\right)\left(1+{\frac {1}{577}}\right)\cdots }, avec {\displaystyle a_{0}=3} et {\displaystyle a_{n+1}=2a_{n}^{2}-1}, produit infini de Cantor (1869).

### Autres exemples
Un produit infini convergent « naturel » peut s'exprimer à l'aide des fonctions usuelles ou aboutir à la création de nouvelles constantes, par exemple :
- {\displaystyle \prod _{n=0}^{\infty }{\left(1+x^{2^{n}}\right)}={1 \over {1-x}},|x|<1}
- mais on a seulement {\displaystyle \prod _{n=0}^{\infty }{\left(1-x^{2^{n}}\right)}=\sum _{n=0}^{\infty }(-1)^{t_{n}}x^{n},|x|<1}, où {\displaystyle (t_{n})} est la suite de Prouhet-Thue-Morse
- ainsi que {\displaystyle \prod _{n=1}^{\infty }(1-x^{n})=\sum _{n=-\infty }^{\infty }(-1)^{n}x^{n(3n-1)/2}={\frac {1}{\sum _{n=0}^{\infty }p(n)x^{n}}},|x|<1}, où {\displaystyle p(n)} est le nombre de partitions de n, fonction d'Euler
- {\displaystyle \prod _{n=2}^{\infty }{\left(1-{1 \over n^{2}}\right)}={1 \over 2}}, produit télescopique
- {\displaystyle \prod _{n=1}^{\infty }{\left(1-{1 \over (an)^{2}}\right)}={\frac {a}{\pi }}\sin {\frac {\pi }{a}}}
- {\displaystyle \prod _{n=1}^{\infty }{\left(1+{1 \over n^{m}}\right)}=\prod _{\omega ^{m}=-1}{\frac {1}{\Gamma (-\omega )}}}, m entier {\displaystyle \geqslant 2}, en particulier :
  - {\displaystyle \prod _{n=1}^{\infty }{\left(1+{1 \over n^{2}}\right)}={\sinh \pi  \over \pi }}, constante  A156648, d'où {\displaystyle \prod _{n=2}^{\infty }{\left(1-{1 \over n^{4}}\right)}=\prod _{n=2}^{\infty }{\left(1-{1 \over n^{2}}\right)}\prod _{n=2}^{\infty }{\left(1+{1 \over n^{2}}\right)}={\sinh \pi  \over 4\pi }}
  - {\displaystyle \prod _{n=1}^{\infty }{\left(1+{1 \over n^{3}}\right)}=\prod _{n=1}^{\infty }{\left(1+{1 \over {n(n+1)}}\right)}={\frac {\cosh {\frac {\pi {\sqrt {3}}}{2}}}{\pi }}}, constante  A073017, d'où {\displaystyle \prod _{n=2}^{\infty }{\left(1-{1 \over n^{3}}\right)}=\prod _{n=2}^{\infty }{\left({\frac {n^{3}-1}{n^{3}+1}}\right)}\prod _{n=2}^{\infty }{\left(1+{1 \over n^{3}}\right)}={\frac {\cosh {\frac {\pi {\sqrt {3}}}{2}}}{3\pi }}}
  - {\displaystyle \prod _{n=1}^{\infty }{\left(1+{1 \over n^{4}}\right)}={\frac {\cosh \pi {\sqrt {2}}-\cos \pi {\sqrt {2}}}{2\pi ^{2}}}}, constante  A258870
- {\displaystyle \prod _{n=2}^{\infty }{\left(1-{1 \over {n(n+1)}}\right)}={\frac {\sin(\pi /\varphi )}{\pi }}} où {\displaystyle \varphi } est le nombre d'or, constante  A146481
- {\displaystyle \prod _{n=1}^{\infty }{\left(1+{1 \over {4n(n+1)}}\right)}={\frac {4}{\pi }}}
- {\displaystyle \prod _{p{\text{ premier}}}{\left(1-{1 \over p^{2}}\right)}={1 \over \zeta (2)}={6 \over \pi ^{2}}}, constante  A059956 ; {\displaystyle \prod _{p{\text{ premier}}}{\left(1+{1 \over p^{2}}\right)}={15 \over \pi ^{2}}}, constante  A082020
- {\displaystyle \prod _{p\ \mathrm {premier} }\left(1-{\frac {1}{p(p-1)}}\right)=0,3739558136\ldots }, constante d'Artin ; {\displaystyle \prod _{p{\text{ premier}}}\left(1+{\frac {1}{p(p-1)}}\right)={\frac {\zeta (2)\cdot \zeta (3)}{\zeta (6)}}}, sommes des inverses des nombres puissants.
- {\displaystyle \prod _{p\ {\text{premier impair}}}\left(1-{\frac {1}{(p-1)^{2}}}\right)=0,660161\ldots }, constante des nombres premiers jumeaux,  A005597
- {\displaystyle \prod _{n=3}^{\infty }\cos {\frac {\pi }{n}}=0{,}1149420448\dots }, constante de Kepler-Bouwkamp
- {\displaystyle \prod _{n=1}^{\infty }\cosh {\frac {1}{n}}=2{,}1164655365\dots }, constante  A249673
- {\displaystyle \prod _{n=2}^{\infty }\mathrm {e} {\left(1-{1 \over n^{2}}\right)^{n^{2}}}={\pi  \over \mathrm {e} ^{3/2}}}, constante  A240984.

## Fonctions exprimées comme produits infinis

### Premiers exemples
- {\displaystyle \sin z=z\prod _{n=1}^{\infty }{\cos {\frac {z}{2^{n}}}}}[12].

On en déduit la formule de Viète ci-dessus en posant z = π/2.
En changeant z en iz, on obtient :
- {\displaystyle \sinh z=z\prod _{n=1}^{\infty }{\cosh {\frac {z}{2^{n}}}}}.

En prenant {\displaystyle z=\ln x} dans la formule précédente, on obtient le développement de Seidel du logarithme,:
- {\displaystyle \ln x=(x-1)\prod _{n=1}^{\infty }{\frac {2}{1+x^{1/2^{n}}}}}, formule donnant, pour x = 2, l'expression de ln 2 ci-dessus.
- {\displaystyle \zeta (z)=\sum _{n\geqslant 1}{\frac {1}{n^{z}}}=\prod _{p\operatorname {premier} }{\frac {p^{z}}{p^{z}-1}}} pour Re(z) > 1, développement de la fonction zêta de Riemann en produit eulérien, donnant pour z = 2 le développement de π2/6 ci-dessus.
- {\displaystyle \sum _{n\geqslant 0}{\frac {(-1)^{n}}{(2n+1)^{z}}}=\prod _{p\operatorname {premier} \operatorname {impair} }{\frac {p^{z}}{p^{z}+(-1)^{(p-1) \over 2}}}} pour Re(z) > 1, donnant, pour z → 1, le développement de π/4 ci-dessus.

### Factorisation de fonctions holomorphes sur le plan complexe
Un résultat majeur sur les produits infinis est le fait que toute fonction entière f (toute fonction holomorphe sur le plan complexe tout entier) se factorise en un produit infini de fonctions entières, ayant chacune au plus un zéro (s'annulant chacune au plus en une valeur).
En général, si f a un zéro d'ordre m à l'origine et d'autres zéros en {\displaystyle u_{0},u_{1},u_{2},\dots } (comptés avec multiplicité), alors :
{\displaystyle f(z)=z^{m}\;{\rm {e}}^{\varphi (z)}\;\prod _{n=0}^{\infty }\left(1-{\frac {z}{u_{n}}}\right)\;\exp \left\lbrace {\frac {z}{u_{n}}}+\left({\frac {z}{u_{n}}}\right)^{2}+\cdots +\left({\frac {z}{u_{n}}}\right)^{\lambda _{n}}\right\rbrace }
où les exposants {\displaystyle \lambda _{n}} sont des entiers positifs qui peuvent être choisis pour assurer la convergence de la série, et {\displaystyle \varphi (z)} est une fonction analytique uniquement déterminée (ce qui signifie que le terme devant le produit ne s'annule pas sur le plan complexe).
Cette factorisation n'est pas unique, car elle dépend du choix des {\displaystyle \lambda _{n}} et n'est pas particulièrement élégante. Cependant, pour la plupart des fonctions, il existe un entier p minimal tel que le choix constant {\displaystyle \lambda _{n}=p} donne un produit qui converge, appelé la forme produit canonique et, lorsque p = 1 convient, on obtient :
{\displaystyle f(z)=z^{m}\;{\rm {e}}^{\varphi (z)}\;\prod _{n=0}^{\infty }\left(1-{\frac {z}{u_{n}}}\right)}.
Ceci peut-être vu comme une généralisation du théorème fondamental de l'algèbre car ce produit devient fini dans le cas des polynômes et lorsque {\displaystyle \varphi } est une fonction constante. Cette forme est équivalente à celle donnée par le théorème de factorisation de Weierstrass.

### Exemples remarquables
On peut donner comme exemples remarquables les formules suivantes :
| - La fonction sinus         | {\displaystyle \sin \pi z=\pi z\prod _{n=1}^{\infty }\left(1-{\frac {z^{2}}{n^{2}}}\right)}                                       | Formule due à Euler — le développement de Wallis pour π ({\displaystyle z=1/2}), la valeur de {\displaystyle \prod _{n=1}^{\infty }{\left(1+{1 \over n^{2}}\right)}} ci-dessus ({\displaystyle z=\mathrm {i} }) , et la valeur de {\displaystyle \sum _{n\geqslant 1}{\frac {1}{n^{2}}}} (terme en {\displaystyle z^{3}}) peuvent être obtenus à partir de cette identité. |
| - La fonction cosinus       | {\displaystyle \cos \pi z=\prod _{n=1}^{\infty }\left(1-{\frac {z^{2}}{(n-{\frac {1}{2}})^{2}}}\right)}                           | Voir — donne pour {\displaystyle z=1/4} le développement {\displaystyle {\sqrt {2}}=2\prod _{n=1}^{\infty }\left(1-{\frac {1}{4(2n-1)^{2}}}\right)}. |
| - La fonction gamma d'Euler | {\displaystyle 1/\Gamma (z)=z\;\mathrm {e} ^{\gamma z}\;\prod _{n=1}^{\infty }\left(1+{\frac {z}{n}}\right)\;\mathrm {e} ^{-z/n}} | Formule due à Schlömilch — la valeur de {\displaystyle \prod _{n=1}^{\infty }{\left(1+{1 \over n^{m}}\right)}} ci-dessus est issue de cette identité. |
|                             | | |

## Équivalent d'un produit infini divergent classique
Pour un produit infini divergent, on peut chercher un équivalent du produit partiel. Par exemple, on a pour tout {\displaystyle a\in \mathbb {C} \setminus \{0,-1,-2,\ldots \}} : 
- {\displaystyle \displaystyle \prod _{k=1}^{n}\left(1+{\frac {a}{k}}\right){\underset {n\to +\infty }{\sim }}{\frac {n^{a}}{\Gamma (a+1)}}}

avec {\displaystyle \Gamma } la fonction gamma d'Euler définie dans {\displaystyle \mathbb {C} \setminus \{0,-1,-2,\ldots \}} par la définition d'Euler en produit infini. L'équivalent se trouve après quelques manipulations faciles. 
Notons que si {\displaystyle a\in \{0,-1,-2,\ldots \}}, le produit infini est alors trivialement convergent (il vaut {\displaystyle 1} si {\displaystyle a=0} et {\displaystyle 0} sinon).
Donnons deux équivalents classiques découlant de cette formule, en usant des valeurs classiques {\displaystyle \Gamma \left({\frac {3}{2}}\right)} et {\displaystyle \Gamma \left({\frac {1}{2}}\right)}, il vient :
- {\displaystyle \prod _{k=1}^{n}\left(1+{\frac {1}{2k}}\right)\sim {\frac {2{\sqrt {\pi }}}{\pi }}{\sqrt {n}}}
- {\displaystyle \prod _{k=1}^{n}\left(1-{\frac {1}{2k}}\right)\sim {\frac {\sqrt {\pi }}{\pi }}{\frac {1}{\sqrt {n}}}}